# Trygona
Trygona  este un oraș în Grecia în prefectura Karditsa.